# Arenaria redowskii
Arenaria redowskii är en nejlikväxtart. Arenaria redowskii ingår i släktet narvar, och familjen nejlikväxter.

## Underarter
Arten delas in i följande underarter:
- A. r. ajanensis
- A. r. baburinii
- A. r. redowskii